# マックス・カスティーヨ (野球)
マキシモ・アルバート・カスティーヨ (Maximo Alberto Castillo, 1999年5月4日 - ) は、ベネズエラ共和国・カラカス出身のプロ野球選手（投手）。右投右打。現在は、フリーエージェント（FA）。

## 経歴

### プロ入りとブルージェイズ時代
2015年にアマチュアFAでトロント・ブルージェイズと契約してプロ入り。
2016年にドミニカン・サマーリーグ・ブルージェイズでプロデビューを果たした。シーズンの後半にガルフ・コーストリーグ・ブルージェイズに昇格した。
2017年は、ガルフ・コーストリーグ・ブルージェイズで開幕を迎えた。シーズン後半にブルーフィールド・ブルージェイズに昇格した。
2018年は、A級のランシングラグナッツでプレーした。 
2019年は、開幕をA+級のダニーデン・ブルージェイズで迎えた後、AAA級のバッファロー・バイソンズに昇格したが、登板はなかった。
2020年は、新型コロナウイルスの影響でマイナーリーグの試合が開催されなかったため、プレーしなかった。
2021年は、A+級のバンクーバー・カナディアンズとAA級のニューハンプシャー・フィッシャー キャッツでプレーした。
2022年は、開幕をAAA級で迎えたが、6月19日のニューヨーク・ヤンキース戦でメジャーデビューを果たした。その後マイナーに戻ったが、先発要員である菊池雄星とケビン・ゴーズマンの故障によって7月7日に再昇格を果たし、その日のシアトル・マリナーズ戦でメジャー初先発を果たした

### ロイヤルズ時代
2022年8月2日にウィット・メリフィールドとのトレードでサマド・テイラーと共にカンザスシティ・ロイヤルズに移籍した。2023年オフの12月19日にDFAとなった。

### ロイヤルズ退団後
年が明けた2024年1月2日にウェイバーを経て、ボストン・レッドソックスに移籍したが、2月7日にフィラデルフィア・フィリーズに移籍した。

### フィリーズ傘下時代
フィリーズとの契約後は、3月19日にAAA級リーハイバレー・アイアンピッグスに配属されたが、8月12日にDFAとなった。オフは母国ベネズエラのウィンターリーグに参加し、カルデナレス・デ・ララに所属している。また、第3回プレミア12のベネズエラ代表に選出された。

## 詳細情報

### 年度別投手成績
| 年 度    | 球 団    | 登 板 | 先 発 | 完 投 | 完 封 | 無 四 球 | 勝 利 | 敗 戦 | セ 丨 ブ | ホ 丨 ル ド | 勝 率 | 打 者 | 投 球 回 | 被 安 打 | 被 本 塁 打 | 与 四 球 | 敬 遠 | 与 死 球 | 奪 三 振 | 暴 投 | ボ 丨 ク | 失 点 | 自 責 点 | 防 御 率 | W H I P |
| -------- | -------- | ----- | ----- | ----- | ----- | -------- | ----- | ----- | -------- | ----------- | ----- | ----- | -------- | -------- | ----------- | -------- | ----- | -------- | -------- | ----- | -------- | ----- | -------- | -------- | ------- |
| 2022     | TOR      | 9     | 2     | 0     | 0     | 0        | 0     | 0     | 0        | 0           | ----  | 81    | 20.2     | 15       | 4           | 5        | 0     | 0        | 20       | 1     | 0        | 9     | 7        | 3.05     | 0.97    |
| 2022     | KC       | 5     | 4     | 0     | 0     | 0        | 0     | 2     | 0        | 0           | .000  | 89    | 18.2     | 23       | 4           | 10       | 0     | 2        | 17       | 1     | 0        | 19    | 19       | 9.16     | 1.77    |
| '22計    | KC       | 14    | 6     | 0     | 0     | 0        | 0     | 2     | 0        | 0           | .000  | 170   | 39.1     | 38       | 8           | 15       | 0     | 2        | 37       | 2     | 0        | 28    | 26       | 5.95     | 1.35    |
| 2023     | KC       | 7     | 0     | 0     | 0     | 0        | 0     | 1     | 0        | 0           | .000  | 89    | 20.1     | 20       | 2           | 9        | 1     | 3        | 10       | 0     | 0        | 10    | 10       | 4.43     | 1.43    |
| MLB：2年 | MLB：2年 | 21    | 6     | 0     | 0     | 0        | 0     | 3     | 0        | 0           | .000  | 259   | 59.2     | 58       | 10          | 24       | 1     | 5        | 47       | 2     | 0        | 38    | 36       | 5.43     | 1.37    |

- 2024年度シーズン終了時

### 年度別守備成績
| 年 度 | 球 団 | 投手（P） | 投手（P） | 投手（P） | 投手（P） | 投手（P） | 投手（P） |
| 年 度 | 球 団 | 試 合     | 刺 殺     | 補 殺     | 失 策     | 併 殺     | 守 備 率  |
| ----- | ----- | --------- | --------- | --------- | --------- | --------- | --------- |
| 2022  | TOR   | 9         | 0         | 1         | 0         | 0         | 1.000     |
| 2022  | KC    | 5         | 1         | 1         | 0         | 0         | 1.000     |
| '22計 | KC    | 14        | 1         | 2         | 0         | 0         | 1.000     |
| 2023  | KC    | 7         | 0         | 6         | 0         | 1         | 1.000     |
| MLB   | MLB   | 21        | 1         | 8         | 0         | 1         | 1.000     |

- 2023年度シーズン終了時

### 代表歴
- 2024 WBSCプレミア12 ベネズエラ代表

### 背番号
- 60（2022年 - 2023年）